# 1988년 하계 올림픽 탁구
1988년 하계 올림픽 탁구 경기는 1988년 9월 23일부터 10월 1일까지 대한민국 서울에서 열렸다. 탁구는 이 대회에서 올림픽 정식 종목으로 처음 채택되었으며, 4가지 경기가 치러졌다.

## 메달 집계
| 순위 | 국가                 | 금메달 | 은메달 | 동메달 | 합계 |
| ---- | -------------------- | ------ | ------ | ------ | ---- |
| 1    | 중화인민공화국 (CHN) | 2      | 2      | 1      | 5    |
| 2    | 대한민국 (KOR)       | 2      | 1      | 1      | 4    |
| 3    | 유고슬라비아 (YUG)   | 0      | 1      | 1      | 2    |
| 4    | 스웨덴 (SWE)         | 0      | 0      | 1      | 1    |

## 참조
- “올림픽 메달리스트”. 국제 올림픽 위원회. 2006년 12월 5일에 확인함.